# Ajou University
Ajou University är ett universitet i Sydkorea.   Det ligger i staden Suwon i provinsen Gyeonggi, i den nordvästra delen av landet, 30 km söder om huvudstaden Seoul. 